# Ravne na Koroškem (plaats)
Ravne na Koroškem is een plaats in Slovenië en maakt deel uit van de gemeente Ravne na Koroškem in de NUTS-3-regio Koroška. De plaats telde 7.363 inwoners op 1 januari 2020.